# سلفادور موراليس
سلفادور موراليس (بالإسبانية: Salvador Morales)‏ (25 أكتوبر 1979 في السلفادور - ) هو لاعب كرة قدم سلفادوري في مركز الدفاع. لعب مع ADI F.C. ‏ وليمنيو ديبورتيفو ‏ ونادي لويس أنخيل فيربو.

## وصلات خارجية
- سلفادور موراليس على موقع قاعدة بيانات كرة القدم.إي يو (الإنجليزية)